# Up and Going
Pour les articles homonymes, voir Up.
Pour plus de détails, voir Fiche technique et Distribution.
Up and Going (littéralement : Monter et aller) est un film muet américain réalisé par Lynn Reynolds, sorti en 1922.

## Fiche technique
- Titre : Up and Going
- Réalisation : Lynn Reynolds
- Scénario : Tom Mix, Lynn Reynolds
- Photographie : Daniel B. Clark, Benjamin H. Kline
- Producteur : William Fox
- Société de production :  Fox Film Corporation
- Société de distribution :  Fox Film Corporation
- Pays de production :  États-Unis
- Langue : film muet avec les intertitres en anglais
- Métrage : 1 500 m (5 bobines)
- Format : Noir et blanc — 35 mm — 1,33:1 — Muet
- Genre : Film dramatique, Film d'aventure, Film d'action
- Durée : 50 minutes
- Date de sortie : 
  - États-Unis : 2 avril 1922 (première)

## Distribution
- Tom Mix : David Brandon
- Eva Novak : Jackie McNabb
- William Conklin : Basil Du Bois
- Sid Jordan : Patie
- Tom O'Brien : Sergent Langley
- Pat Chrisman : Sandy McNabb
- Paul Weigel : Père Le Claire
- Cecil Van Auker : Albert Brandon
- Carol Holloway : Marie Brandon
- Helen Field : Jacquette McNabb
- Marion Feducha : David Brandon